# Moeenuddin Ahmad Qureshi
Moeenuddin Ahmad Qureshi (dit aussi Moin Qureshi ou Moeen Qureshi, en ourdou : معین الدین احمد قریشی), né le 26 juin 1930 à Lahore (Raj britannique) et mort le 22 novembre 2016 à Washington D.C., est un homme d'affaires et homme d'État pakistanais, qui a été Premier ministre intérimaire de la République islamique du Pakistan du 18 juillet au 19 octobre 1993.
Économiste de formation, Moeenuddin Ahmad Qureshi a d'abord travaillé au sein du Fonds monétaire international puis a été un cadre dirigeant de la Banque mondiale. Il a ensuite développé ses propres sociétés de gestion alternative d'actifs (hedge fund), ayant participé à la vie politique de son pays seulement pour six mois. Il a été appelé pour former un gouvernement le temps des élections anticipées de 1993 dans le contexte d'une crise institutionnelle. 

## Jeunesse et éducation
Moeenuddin Ahmad Qureshi est né le 26 juin 1930 à Lahore, dans le Pendjab alors situé dans le Raj britannique. Sa mère se prénomme Khursheed Jabin et son père Mohyeddin Ahmad Qureshi était un fonctionnaire du gouvernement britannique. Sa famille est originaire de Kasur, où elle détient une certaine influence. Il fait ses études supérieures au Islamia College puis au Government College de Lahore où il obtient un baccalauréat universitaire (Honours degree). Dans la même ville, il poursuit ses études à l'université du Pendjab et décroche un master en économie. Enfin, après avoir obtenu une bourse d'études du programme Fulbright, il passe un doctorat en économie de l'Université de l'Indiana aux États-Unis et soutient sa thèse en 1955,,. 
Passant la majeure partie de sa vie aux États-Unis, il se marie avec l'Américaine Lilo Elizabeth Richter. Le couple aura quatre enfants, deux filles et deux fils.

## Carrière

### Institutions internationales
Après avoir obtenu son doctorat aux États-Unis en 1955, Moeenuddin Ahmad Qureshi rentre au Pakistan la même année et est embauché au sein du gouvernement où il intègre la commission de la planification économique. Il démissionne toutefois dès l'année suivante pour rejoindre le Fonds monétaire international (FMI). Il monte progressivement dans la hiérarchie de l'institution internationale, obtenant diverses positions de responsabilité, étant notamment conseiller économique spécial pour le Ghana en 1960,. 
Après avoir quitté le FMI en 1970, il rejoint la Société financière internationale, une organisation du Groupe de la Banque mondiale dédiée au secteur privé. De 1974 à 1977, il devient le vice-président exécutif de l'organisation. Il est notamment chargé des opérations d'investissements et de financement d'entreprises dans les pays en voie de développement. En 1981, il rejoint directement la Banque mondiale sur l'invitation de son président Robert McNamara. Il devient notamment vice-président chargé de la finance et conserve ce poste jusqu'en 1987. Il est ensuite élevé au rang de vice-président de la banque et est chargé des opérations financières dans le monde entier. Il quitte la Banque mondiale en novembre 1991, mais continue de vivre aux États-Unis où il crée la Emerging Market Associates, une société de gestion alternative d'actifs (hedge fund).

### Premier ministre du Pakistan

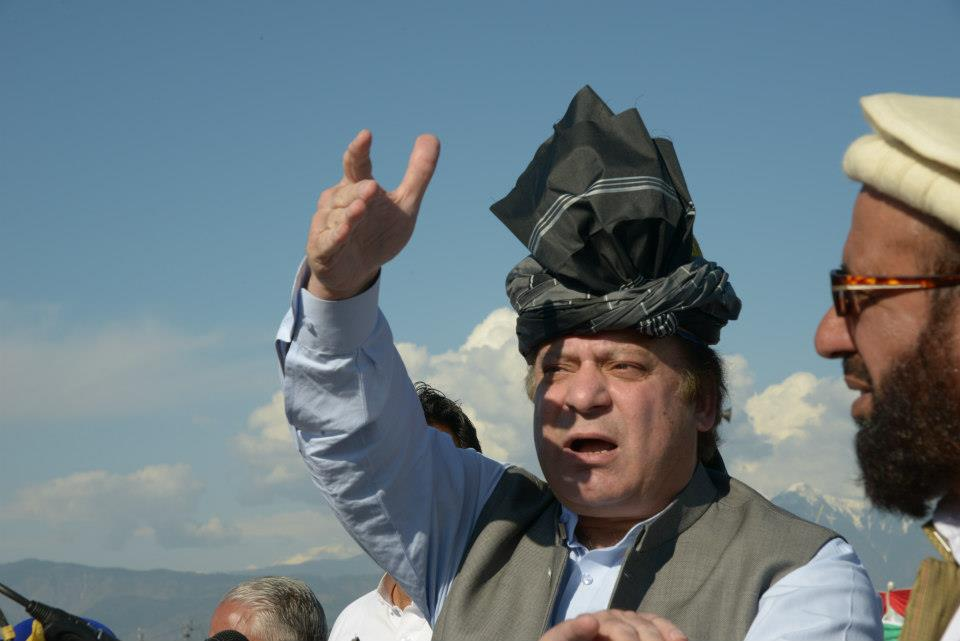
Qureshi remplace le Premier ministre Nawaz Sharif.

En juillet 1993, Moeenuddin Ahmad Qureshi est en déplacement à Singapour dans le but de développer ses activités financières quand il reçoit un appel de Ghulam Ishaq Khan, le président du Pakistan. Le pays fait alors face à une grave crise institutionnelle, alors que le Premier ministre Nawaz Sharif a été démis par le président de la République le 18 avril mais réintégré dans ses fonctions le 26 mai par la Cour suprême. L'armée pakistanaise fait pression sur les deux hommes, qui s'accordent pour une démission conjointe et des élections anticipées. Ishaq Khan appelle ainsi Qureshi dans le but de former un gouvernement transitionnel de technocrates, consensuel entre les différentes forces politiques,. 
Le 18 juillet 1993, il devient Premier ministre par intérim, notamment chargé d’organiser les élections législatives anticipées du 6 octobre. Durant son court mandat de trois mois, et bien qu'il soit purement transitionnel, il entame diverses réformes économiques ou visant à améliorer la transparence notamment. Il prend notamment la mesure de dévoiler les noms des personnalités n'ayant pas honoré leur prêt auprès d'institutions financières publiques, une mesure destinée à lutter contre la corruption des élites politiques. Il renforce également l'indépendance de la Banque d'État du Pakistan vis-à-vis des orientations politiques. Il améliore également l'autonomie de l'audiovisuel public, réforme l'imposition des agriculteurs et supprime certains pouvoirs discrétionnaires du Premier ministre et des ministres en chef pour attribuer des terres.
Cependant, l'homme d'affaires est accusé d'avoir nommé un grand nombre de ses proches lors des derniers jours de son mandat, ainsi que de leur avoir accordé des avantages en nature. Le 19 octobre 1993, il cède sa place à Benazir Bhutto qui vient d'être élue Première ministre. Il rentre alors immédiatement aux États-Unis pour reprendre ses activités financières.

## Fin de vie et mort
Reprenant ses activités financières après sa retraite politique, Moeenuddin Ahmad Qureshi co-fonde en 1994 la EMP Global, une nouvelle société de gestion alternative d'actifs avec un ancien collègue de la Banque mondiale Donald Roth. Elle est principalement active en Amérique latine, Asie et Afrique. Dans le cadre de ses affaires, il traite notamment avec l'American International Group.
Moeenuddin Ahmad Qureshi meurt le 22 novembre 2016 à l'âge de 84 ans à Washington D.C., à cause d'une infection aux poumons. Quelques mois auparavant, sa villa située dans la capitale américaine a été mise sur le marché. D'une valeur de huit millions de dollars, elle compte notamment onze chambres et un terrain de 2 000 mètres carrés à proximité du quartier des ambassades,.